# Apel·les Mestres
Apel·les Mestres i Oñós, anche Apeles Mestres secondo la grafia che egli stesso utilizzava (Barcellona, 29 ottobre 1854 – Barcellona, 19 luglio 1936), è stato un illustratore, scrittore e musicista spagnolo.

## Biografia
Fu un artista poliedrico che si dedicò al disegno e all'illustrazione, autore di teatro e di musica, traduttore, collezionista e amante del giardinaggio.
Diede impulso alle arti grafiche in Catalogna, e diede lustro all'arte del disegno, poco considerata socialmente. La sua opera grafica è un riferimento per le origini del fumetto spagnolo. Come scrittore coltivò diversi generi (poesia, teatro, prosa) che spesso completava con sue illustrazioni. Nel 1908 gli fu concesso il titolo di Mestre en Gai Saber avendo vinto tre premi nei Jocs Florals.